# Naz
Naz és un municipi de Suïssa del cantó de Vaud, situat al districte del Gros-de-Vaud.